# Collonge-en-Charollais
Collonge-en-Charollais är en kommun i departementet Saône-et-Loire i regionen Bourgogne-Franche-Comté i östra Frankrike. Kommunen ligger i kantonen La Guiche som tillhör arrondissementet Charolles. År 2022 hade Collonge-en-Charollais 150 invånare.

## Befolkningsutveckling
Antalet invånare i kommunen Collonge-en-Charollais
| Referens: INSEE |